# Chất đắng

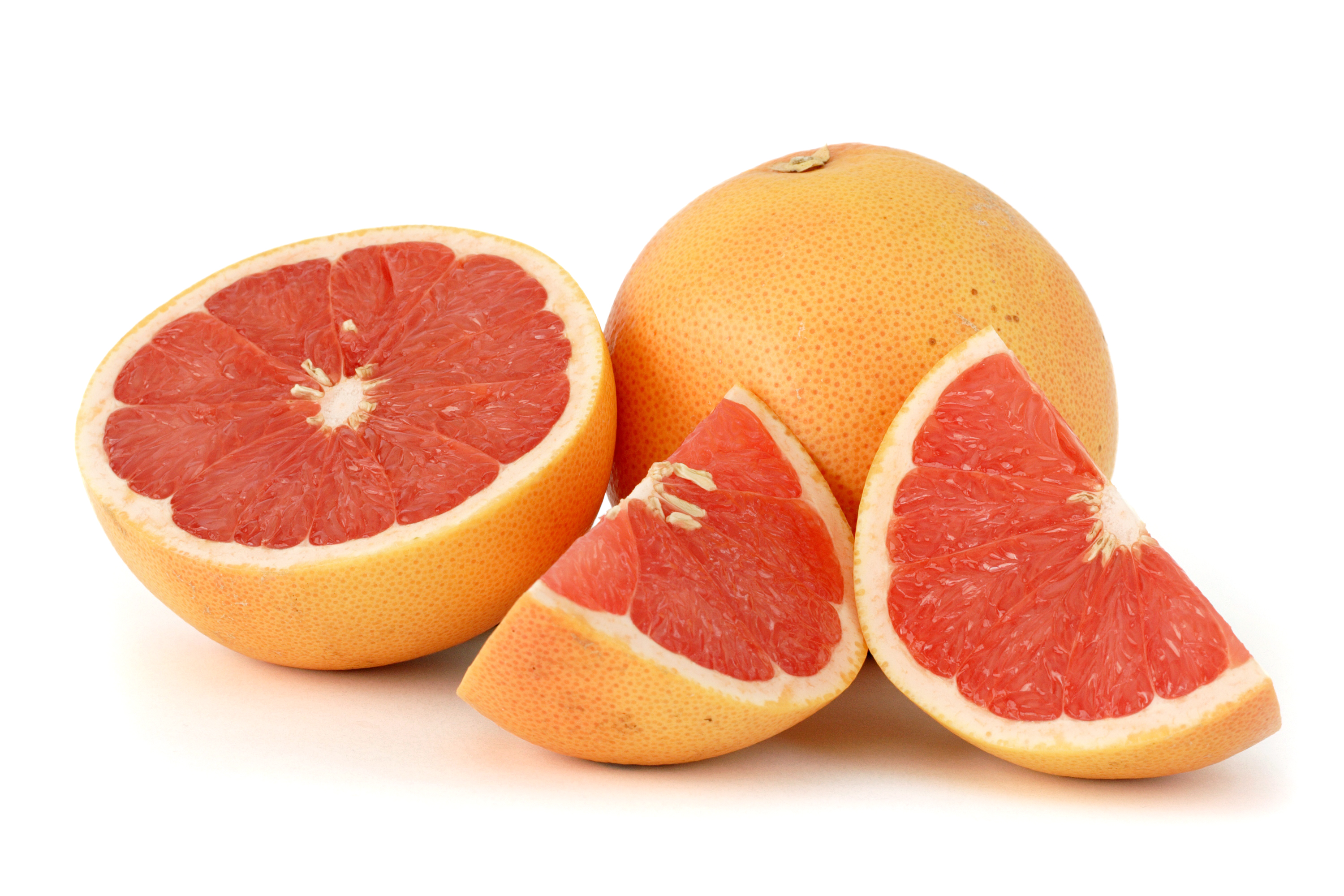
Bưởi chùm, ở đây thịt quả màu đỏ, vị đắng

Chất đắng là tất cả các hợp chất hóa học có vị đắng. Các chất đắng không phải là một nhóm đồng nhất hóa học, mà chỉ cùng có vị đắng. Chúng làm tăng bài tiết dạ dày và tuyến và do đó kích thích sự ngon miệng và giúp dễ tiêu hóa.

## Nguồn thiên nhiên

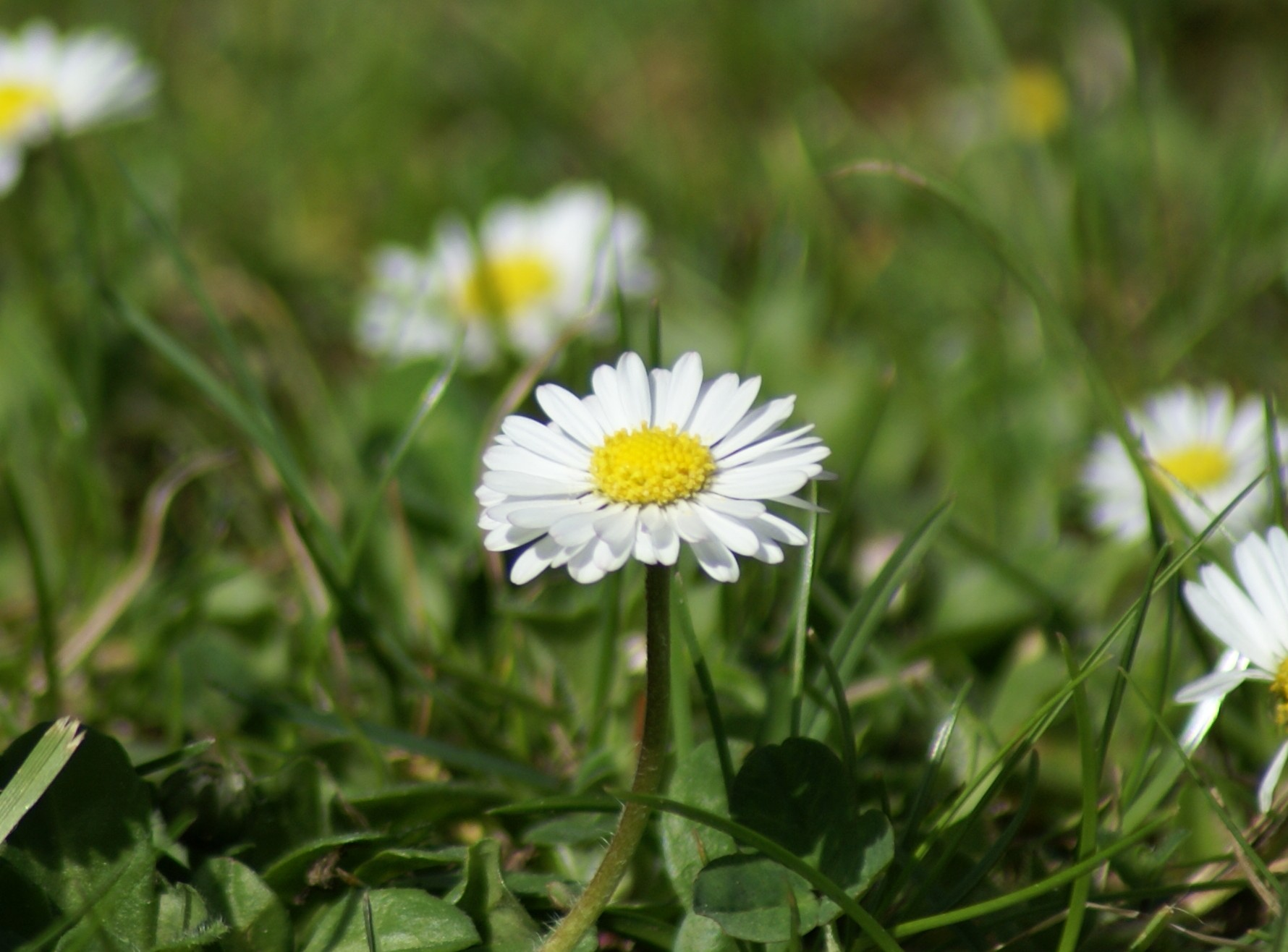
Bellis perennis

## Thảo dược chất đắng

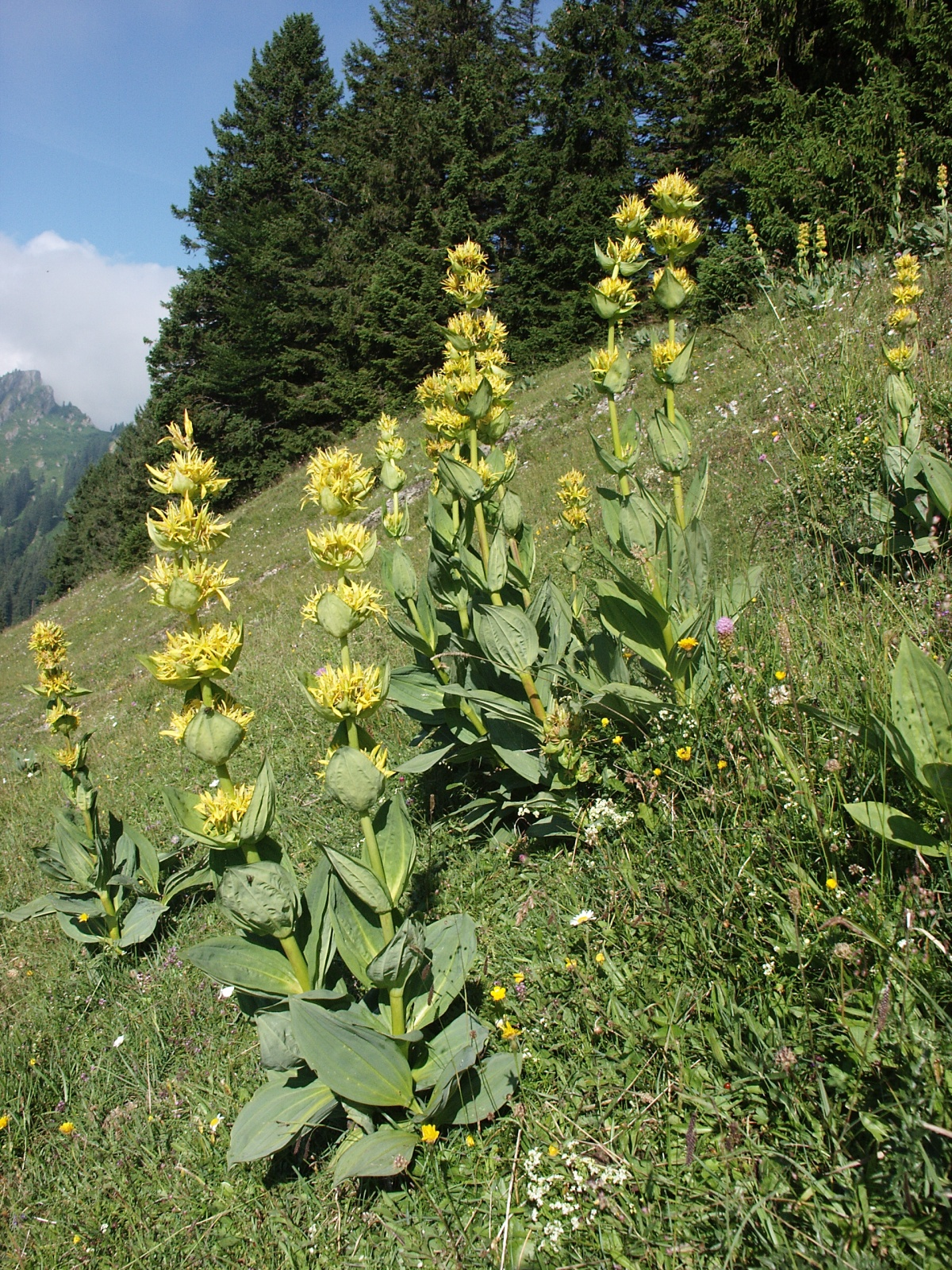
Cây Long đởm (Gentiana lutea)

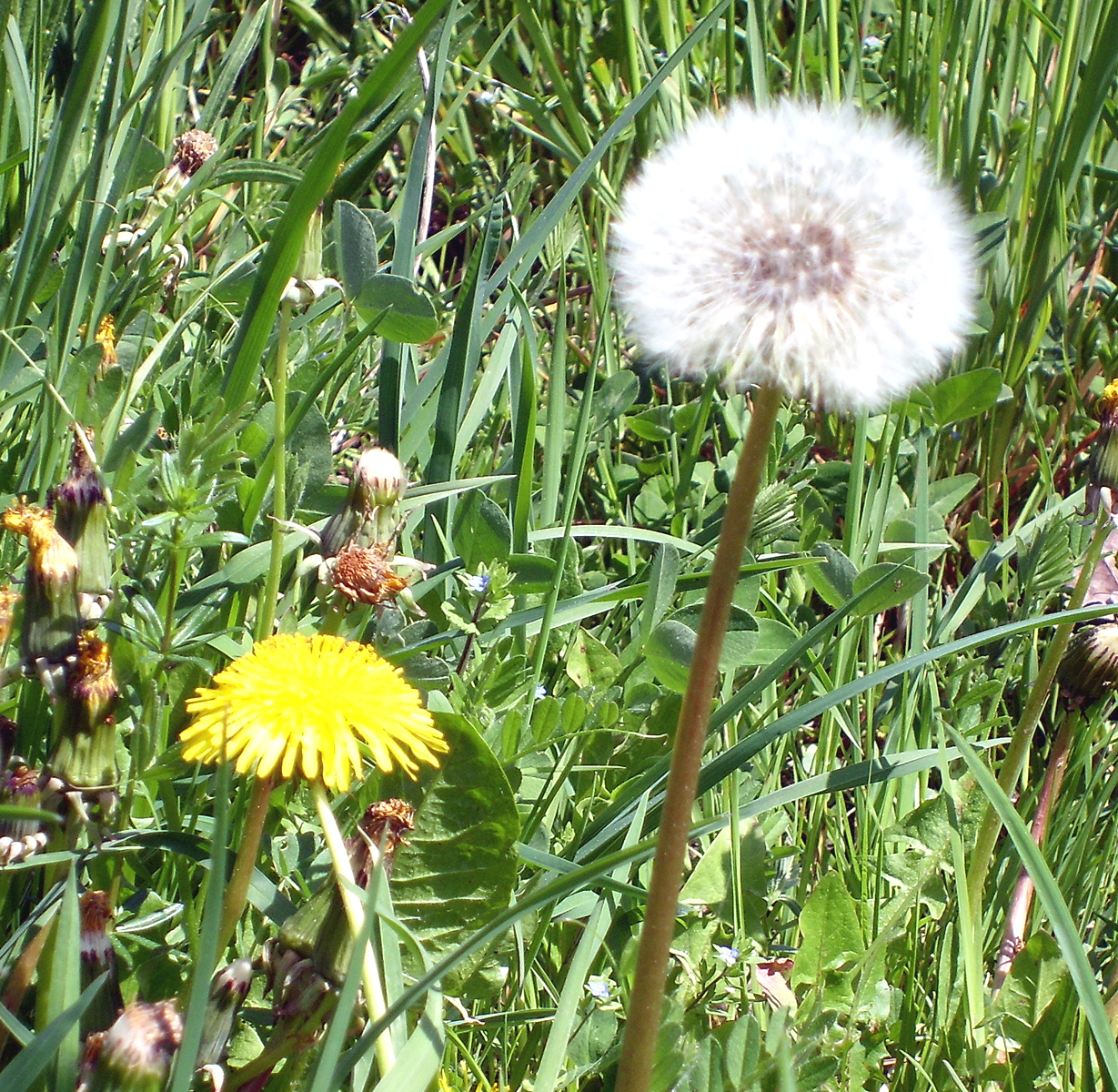
Địa đinh